# Тутанкамон
Небхеперура Тутанкамон или Тутанкамон (както е известен на широката публика), познат и като Тутанхамун (този прочит е приет за правилен в египтологията – Тут-Анх-Амун), наречен при раждането си Тутанкатен, е египетски фараон от Осемнадесетата фараонска династия, управлявал около 1332 – 1323 г. пр.н.е.
Името Тут-Анх-Амун означава Живия образ на Амун.
Умира още като юноша и е последен наследник на могъща фамилия, управлявала Египет векове наред. Мумията му е положена в четири позлатени ковчега, поставени един в друг, три саркофага, всички положени в ковчег от червен кварцит. Гробницата на Тутанкамон е първата открита гробница, почти незасегната от грабителите на гробници. Тя е открита в Долината на царете през 1922 г. от английския археолог Хауърд Картър. Гробът на Тутанкамон е единственото открито непокътнато царско погребение от Древен Египет.

## История
Тутанкамон се възкачва на престола на осемгодишна възраст и умира на 19 години. Според повечето изследователи смъртта му е причинена от силен удар по тила. Някои по-нови изследвания сочат като по-вероятна причина гангрена на левия крак (инфекция след счупване на крака), съчетана с усложнения от малария.
Доктор Ричард Бойер от Главния детски медицински център в Солт Лейк Сити изследва рентгенови снимки на мумията на Тутанкамон, правени през 1968 г. Учените установяват, че тялото има странна извивка на гръбначния стълб и връзката в горната част на гръбнака. Това са симптоми, сходни със синдрома на Клипел-Файл. При болния се откриват сплитания на прешлените, т.е. той не може да движи нормално главата си. При завъртане такъв човек трябва да извърта цялото си тяло.
След откриването на гробницата му младият фараон става едва ли не най-известният владетел на Древен Египет, макар че не е оставил забележима следа в своето управление. Популярността му се дължи както на уникалността на разкритието (до този момент всички известни царски погребения, а и не само царски, са разграбени от иманяри), така и на т.нар. „проклятие на фараона“. Слухът за него се разпространява след смъртта на лорд Карнарвън, финансирал експедицията. Според слуховете „смъртта долита на бързи криле при тоя, що е дръзнал да наруши спокойствието на фараона“.
В Музея в Кайро са изложени и над 1700 предмета, намерени в гробницата на Тутанкамон. Много други с по-малка стойност се пазят в складовете. Две дълги зали и едно по-малко помещение са изпълнени с многобройните експонати. Безспорно най-ценният артефакт е позлатената погребална маска на Тутанкамон, инкрустирана със син лазурит.
Тутанкамон е син на Аменхотеп IV от негова сестра с неизвестно име (открита е мумията ѝ, условно наречена KV35YL). Първата жена на фараона Нефертити родила пет дъщери, една от които – Анхесенамон – след възкачването си на престола се жени за Тутанкамон, така че съпругата му е била негова полусестра. По време на брака си те губят две дъщери, едната на 5 – 6 месеца от бременността, а другата малко след раждането.
Младият фараон не заема престола веднага след смъртта на баща си. Между тях царува фараонът Сменхкара. Някои теории сочат, че Сменхкара е Нефертити, която след смъртта на съпруга си приема мъжко име и в продължение на няколко години управлява еднолично като фараон, след което отстъпва престола на Тутанкамон.

### Имена
| G5 |

| G5 |

| E1 · D40 | t | G43 | t | F31 | s | t | G43 | Z3 |

| E1 · D40 | t | G43 | t | F31 | s | t | G43 | Z3 |

| E1 · D40 | t | G43 | t | F31 | s | t | G43 | Z3 |

| E1 · D40 | t | G43 | t | F31 | s | t | G43 | Z3 |

| G5 |

| G5 |

| E1 · D40 | t | G43 | t | F31 | s | t | G43 | Z3 |

| E1 · D40 | t | G43 | t | F31 | s | t | G43 | Z3 |

| E1 · D40 | t | G43 | t | F31 | s | t | G43 | Z3 |

| E1 · D40 | t | G43 | t | F31 | s | t | G43 | Z3 |

| G16 |

| G16 |

| nfr | O4 · p | G43 | M40 | Z3 | s | W11 · r | V28 | D36 · N17 · N17 | N21 · N21 |

| nfr | O4 · p | G43 | M40 | Z3 | s | W11 · r | V28 | D36 · N17 · N17 | N21 · N21 |

| wr | aH | pr | Z1 | i | mn · n | nb · r | Dr · r | A41 |

| wr | aH | pr | Z1 | i | mn · n | nb · r | Dr · r | A41 |

| G8 |

| G8 |

| U39 | N28 · Z2 | O34 | R4 · t · p | R8A | HqA | q · Y1 | mAat | s |

| U39 | N28 · Z2 | O34 | R4 · t · p | R8A | HqA | q · Y1 | mAat | s |

| Htp · t · p | R8A | w | T · z | U39 | xa · Z2 | i | t · f |

| Htp · t · p | R8A | w | T · z | U39 | xa · Z2 | i | t · f |

| A41 · f | C2 | U39 | xa · Z2 | Tz · z | tA · tA | m |

| A41 · f | C2 | U39 | xa · Z2 | Tz · z | tA · tA | m |

| M23 | L2 |

| M23 | L2 |

| N5 | L1 | Z2 · nb |

| N5 | L1 | Z2 · nb |

| N5 | L1 | Z2 · nb |

| N5 | L1 | Z2 · nb |

| N5 | L1 | Z2 · nb |

| N5 | L1 | Z2 · nb |

| N5 | L1 | Z2 · nb |

| N5 | L1 | Z2 · nb |

| M23 | L2 |

| M23 | L2 |

| N5 | L1 | Z2 · nb |

| N5 | L1 | Z2 · nb |

| N5 | L1 | Z2 · nb |

| N5 | L1 | Z2 · nb |

| N5 | L1 | Z2 · nb |

| N5 | L1 | Z2 · nb |

| N5 | L1 | Z2 · nb |

| N5 | L1 | Z2 · nb |

| G39 | N5 | \| \| |
|     |    |       |

|  |

| G39 | N5 | \| \| |
|     |    |       |

|  |

| i | mn · n | t | G43 | t | S34 | HqA | iwn | Sma |

| i | mn · n | t | G43 | t | S34 | HqA | iwn | Sma |

| i | mn · n | t | G43 | t | S34 | HqA | iwn | Sma |

| i | mn · n | t | G43 | t | S34 | HqA | iwn | Sma |

| i | mn · n | t | G43 | t | S34 | HqA | iwn | Sma |

| i | mn · n | t | G43 | t | S34 | HqA | iwn | Sma |

| i | mn · n | t | G43 | t | S34 | HqA | iwn | Sma |

| i | mn · n | t | G43 | t | S34 | HqA | iwn | Sma |

| G39 | N5 | \| \| |
|     |    |       |

|  |

| G39 | N5 | \| \| |
|     |    |       |

|  |

| i | mn · n | t | G43 | t | S34 | HqA | iwn | Sma |

| i | mn · n | t | G43 | t | S34 | HqA | iwn | Sma |

| i | mn · n | t | G43 | t | S34 | HqA | iwn | Sma |

| i | mn · n | t | G43 | t | S34 | HqA | iwn | Sma |

| i | mn · n | t | G43 | t | S34 | HqA | iwn | Sma |

| i | mn · n | t | G43 | t | S34 | HqA | iwn | Sma |

| i | mn · n | t | G43 | t | S34 | HqA | iwn | Sma |

| i | mn · n | t | G43 | t | S34 | HqA | iwn | Sma |

## Причина за смъртта
Дълго време се е спекулирало, че Тутанкамон е станал жертва на убийство, тъй като след дерматологичните експертизи в черепа на младия фараон е липсвала част от кост. Има и друга версия за смъртта му. От направена рентгенова снимка се откриват следи от удар по тила. Открива се, че всъщност Тутанкамон е паднал при битка от своята колесница и колелото е минало през лявата му страна с голяма сила. По този начин при откриването на мумията се вижда обгорено тяло и липса на няколко ребра, част от таза и че няма сърце. Щом няма сърце значи младият фараон не е могъл да премине в задгробния живот. А причината за обгореното тяло е, че по време на мумифициране са го намазали с олио и не са изчакали това олио да изсъхне и веднага са го бинтовали по този начин се е получило смесица от въглерод и олиото.

## Разкрития през 2007
На 24 септември 2007 г. става ясно, че група египетски археолози, ръководени от Захи Хауас, са открили осем кошници с палмови плодове на 3000 години в съкровищницата от гробницата. Тези плодове традиционно се предлагат на погребения.
Открити са и двадесет глинени гърнета, запечатани с официалния печат на Тутанкамон. Според доктор Захи Хауас съдовете вероятно съдържат провизии, предназначени за пътуването на фараона към задгробния свят. Той твърди, че контейнерите ще бъдат отворени скоро. Тези предмети са открити първоначално от Хауърд Картър, но не са отваряни или изваждани от гробницата.
На 4 ноември 2007, за първи път мумията на Тутанкамон е изложена без саркофаг в неговата гробница край Луксор.
В началото на януари 2005 г. египетски учени изследват мумията на фараона Тутанкамон и публикуват резултатите от своите изследвания. Специалистите единодушно достигат до извод, който разтърсва научните среди – младият фараон е починал от естествена смърт, а не е бил убит от приближените си, както се е считало дотогава. Напълно е изключена вероятността Тутанкамон да е умрял от нанесен му по главата фатален удар – черепът няма следи от характерните поражения. Окончателните резултати относно причината за смъртта на фараона е трябвало да бъдат публикувани до края на 2005 г.
Процедурата по изследване на мумията на Тутанкамон е предшествана от ожесточени спорове и „битки“ между учените и общественото мнение – изследователите държат да изнесат мумията от гробницата и да я изследват в Кайро, което обаче предизвиква бурни протести сред египетското население. Първоначално учените се отказват от плановете си за мумията, но след това достигат до компромисен вариант, удовлетворяващ и двете страни – изучаването на мумифицираните останки на Тутанкамон да се извърши в самата гробница.
Оказва се, че мумията се намира в изключително лошо състояние. Английският египтолог Хауърд Картър, който открива гробницата на Тутанкамон през 1922 г., използва нагорещени метални пръти за отварянето на саркофага и за снемането на златната траурна маска – „варварска технология“, според съвременните разбирания. В онези години обаче този метод няма конкуренция сред научната общественост. След отварянето на саркофага мумията повече от година е изложена на въздействието на въздуха и слънчевите лъчи, което води до сериозното ѝ повреждане – останките се разпадат на 13 отделни части. Именно поради тази причина египетските граждани не позволяват на учените да пренесат мумията в Кайро. Подобно пътешествие би се оказало фатално за останките на фараона.

## Изследвания
- Брайър, Боб. Убийството на Тутанкамон. Истинска история. С., Жар-Жанет Аргирова, 2002.
- Джералд О'Фаръл. Измамата „Тутанкамон“. С., Бард, 2005.
- https://www.youtube.com/watch?v=Yy_PyeIYzoA&list=PLCWnauaDh6FgQpyKenrfRUeUXXIaytH_X